# 우주 탐사선
우주 탐사선(Space Probe)은 보통 무인 우주선을 가리키는 말이다.

## 개요
예를 들면 파이어니어 11호 같이, 사람이 타지 않은 우주선을 보통 우주 탐사선이라고 한다.

## 주요국 화성 탐사 계획 연표
| 1960년대                     | 발사             | 화성 도착        | 종료             | 미션종류                                  | 결과                                                              |
| ---------------------------- | ---------------- | ---------------- | ---------------- | ----------------------------------------- | ----------------------------------------------------------------- |
| 마스닉 1호 (Mars 1960A)      | 1960년 10월 10일 |                  | 1960년 10월 10일 | 접근                                      | 발사 실패                                                         |
| 마스닉 2호 (Mars 1960B)      | 1960년 10월 14일 |                  | 1960년 10월 14일 | 접근                                      | 발사 실패                                                         |
| 스푸트니크 22호 (Mars 1962A) | 1962년 10월 24일 |                  | 1962년 10월 24일 | 접근                                      | 발사 직후 폭발                                                    |
| 마스 1호                     | 1962년 11월 1일  |                  | 1963년 3월 21일  | 접근                                      | 일부 데이터 전송, 화성 접근 전 파괴                               |
| 스푸트니크 24호 (Mars 1962B) | 1962년 11월 4일  |                  | 1963년 1월 19일  | 착륙                                      | 지구궤도 탈출 실패                                                |
| 존드 1964A호                 | 1964년 6월 4일   |                  | 1964년 6월 4일   | 접근                                      | 발사 실패                                                         |
| 매리너 3호                   | 1964년 11월 5일  |                  | 1964년 11월 5일  | 태양 근접 중 파괴                         |                                                                   |
| 매리너 4호                   | 1964년 11월 28일 | 1965년 7월 14일  | 1967년 12월 21일 | 접근                                      | 최초의 접근 성공                                                  |
| 존드 2호                     | 1964년 11월 30일 |                  | 1965년 5월       | 접근                                      | 통신 두절                                                         |
| 매리너 6호                   | 1969년 2월 25일  | 1969년 7월 31일  | 1969년 8월       | 접근                                      | 성공                                                              |
| 매리너 7호                   | 1969년 3월 27일  | 1969년 8월 5일   | 1969년 8월       | 접근                                      | 성공                                                              |
| 마스 1969A호                 | 1969년 3월 27일  |                  | 1969년 3월 27일  | 궤도진입                                  | 발사 실패                                                         |
| 마스 1969B호                 | 1969년 4월 2일   |                  | 1969년 4월 2일   | 궤도진입                                  | 발사 실패                                                         |
| 1970년 ~ 1989년              | 발사             | 화성 도착        | 종료             | 미션종류                                  | 결과                                                              |
| 매리너 8호                   | 1971년 5월 8일   |                  | 1971년 5월 8일   | 궤도진입                                  | 발사 실패                                                         |
| 코스모스 419호               | 1971년 5월 10일  |                  | 1971년 5월 12일  | 궤도진입                                  | 발사 실패                                                         |
| 매리너 9호                   | 1971년 5월 30일  | 1971년 11월 13일 | 1972년 10월 27일 | 궤도진입                                  | 최초의 궤도진입 성공                                              |
| 마스 2호                     | 1971년 5월 19일  | 1971년 11월 27일 | 1972년 8월 22일  | 궤도진입                                  | 성공                                                              |
| 마스 2호                     | 1971년 5월 19일  | 1971년 11월 27일 | 1971년 11월 27일 | 착륙/탐색                                 | 화성표면에 충돌                                                   |
| 마스 3호                     | 1971년 5월 28일  | 1971년 12월 2일  | 1972년 8월 22일  | 궤도진입                                  | 성공                                                              |
| 마스 3호                     | 1971년 5월 28일  | 1971년 12월 2일  | 1971년 12월 2일  | 착륙 / 탐색                               | 최초의 착륙 성공 착륙은 성공적이었으나 수초 후 화염에 휩싸임      |
| 마스 4호                     | 1973년 7월 21일  | 1974년 2월 10일  | 1974년 2월 10일  | 궤도진입                                  | 근접에 성공하였으나 궤도 진입 실패                                |
| 마스 5호                     | 1973년 7월 25일  | 1974년 2월 2일   | 1974년 2월 21일  | 궤도진입                                  | 부분 성공. 궤도 진입 후 데이터 전송. 9일 만에 통신두절            |
| 마스 6호                     | 1973년 8월 5일   | 1974년 3월 12일  | 1974년 3월 12일  | 착륙                                      | 부분 성공. 하강 중 데이터 전송, 착륙 후 통신두절                  |
| 마스 7호                     | 1973년 8월 9일   | 1974년 3월 9일   | 1974년 3월 9일   | 착륙                                      | 탐사선 조기 분리되어 태양 궤도로 향함                             |
| 바이킹 1호                   | 1975년 8월 20일  | 1976년 7월 20일  |                  |                                           |                                                                   |
| 바이킹 1호                   | 1975년 8월 20일  | 1976년 7월 20일  | 1982년 11월 13일 | 착륙                                      | 성공                                                              |
| 바이킹 2호                   | 1975년 9월 9일   | 1976년 9월 3일   | 1978년 7월 25일  | 궤도진입                                  | 성공                                                              |
| 바이킹 2호                   | 1975년 9월 9일   | 1976년 9월 3일   | 1980년 4월 11일  | 착륙                                      | 성공                                                              |
| 포보스 1호                   | 1988년 7월 7일   |                  | 1988년 9월 2일   | 궤도진입                                  | 궤도 진입 중 통신 두절                                            |
| 포보스 1호                   | 1988년 7월 7일   | 포보스           | 착륙             | 시행 안함                                 |                                                                   |
| 포보스 2호                   | 1988년 7월 12일  | 1989년 1월 29일  | 1989년 3월 27일  | 궤도 진입                                 | 부분 성공: 궤도 진입후 일부 데이터 전송했으나 착륙 직전 통신 두절 |
| 포보스 2호                   | 1988년 7월 12일  | 1989년 1월 29일  | 2 포보스         | 착륙                                      | 시행 안함                                                         |
| 1990년대                     | 발사             | 화성 도착        | 종료             | 미션종류                                  | 결과                                                              |
| 마스 옵저버                  | 1992년 9월 25일  | 1993년 8월 24일  | 1993년 8월 21일  | 궤도진입                                  | 접근 직전 통신두절                                                |
| 마스 글로벌 서베이어         | 1996년 11월 7일  | 1997년 9월 11일  | 2006년 11월 5일  | 궤도진입                                  | 성공                                                              |
| 마스 96                      | 1996년 11월 16일 |                  | 1996년 11월 17일 | 궤도진입/착륙                             | 발사 실패                                                         |
| 마스 패스파인더              | 1996년 12월 4일  | 1997년 7월 4일   | 1997년 9월 27일  | 착륙/탐색                                 | 성공                                                              |
| 노조미 (Planet-B)            | 1998년 7월 3일   |                  | 2003년 12월 9일  | 궤도진입                                  | 궤도진입 실패                                                     |
| 마스 클라이미트 오비터       | 1998년 12월 11일 | 1999년 9월 23일  | 1999년 9월 23일  | 궤도진입                                  | 미터법 오류로 화성에 충돌                                         |
| 마스 폴라 랜더               | 1999년 1월 3일   | 1999년 12월 3일  | 1999년 12월 3일  | 착륙                                      | 착륙 직전 통신두절                                                |
| 딥 스페이스 2호 (DS2)        | 1999년 1월 3일   | 1999년 12월 3일  | 1999년 12월 3일  | 착륙                                      | 착륙 직전 통신두절                                                |
| 2000년대                     | 발사             | 화성 도착        | 종료             | 미션종류                                  | 결과                                                              |
| 2001 마스 오디세이           | 2001년 4월 7일   | 2001년 10월 24일 | 임무수행중       | 궤도진입                                  | 성공                                                              |
| 마스 익스프레스              | 2003년 6월 2일   | 2003년 12월 25일 | 임무수행중       | 궤도진입                                  | 성공                                                              |
| 비글 2호                     | 2003년 6월 2일   | 2003년 12월 25일 | 2004년 2월 6일   | 착륙                                      | 착륙중 통신두절, 표면 충돌로 추정됨                               |
| 스피리트 로버                | 2003년 6월 10일  | 2004년 1월 4일   | 2011년 5월 25일  | 탐색                                      | 성공                                                              |
| 오퍼튜니티 로버              | 2003년 7월 7일   | 2004년 1월 25일  | 임무수행중       | 탐색                                      | 성공                                                              |
| 로제타                       | 2004년 3월 2일   | 2007년 2월 25일  | 2016년 9월 30일  | 접근                                      | 성공                                                              |
| 화성 정찰위성                | 2005년 8월 12일  | 2006년 3월 10일  | 임무수행중       | 궤도진입                                  | 성공                                                              |
| 피닉스                       | 2007년 8월 4일   | 2008년 5월 25일  | 2008년 11월 10일 | 착륙                                      | 성공                                                              |
| 돈                           | 2007년 9월 27일  | (2009년 2월)     | 임무수행중       | 근접통과 후, 4 베스타. 세레스 접근        | 2015년 7월 17일 세레스 탐사 임무 완료                             |
| 2010년대                     | 발사             | 화성 도착        | 종료             | 미션종류                                  | 결과                                                              |
| 포보스-그룬트                | 2011년 11월 8일  |                  | 2011년 11월 8일  | 포보스 착륙 후 샘플 귀환                  | 지구 궤도 진입 실패, 추락                                         |
| 잉훠 1호                     | 2011년 11월 8일  |                  | 2011년 11월 8일  | 궤도 선회                                 | 지구 궤도 진입 실패, 추락                                         |
| 화성 과학 실험실             | 2011년 11월 26일 | 2012년 8월 6일   | 임무수행중       | 탐색                                      | 성공                                                              |
| 망갈리얀                     | 2013년 11월 5일  | 2014년 9월 24일  | 임무수행중       | 궤도 선회                                 | 성공                                                              |
| 메이븐(MAVEN)                | 2013년 11월 18일 | 2014년 9월 21일  | 임무수행중       | 궤도 선회                                 | 성공                                                              |
| 엑소마스                     | 2016년 3월 14일  | 2016년 10월      | 임무수행중       | 궤도진입(궤도선)과 탐사(착륙선)           | 성공                                                              |
| 스키아파렐리                 | 2016년 3월 14일  | 2016년 10월      | 2016년 10월 19일 | 착륙                                      | 부분 성공. 감지장치 오류로 추락                                   |
| 인사이트                     | 2018년 5월 5일   |                  |                  | 착륙                                      | 성공                                                              |
| 아말(en)                     | 2020년 7월 20일  | 2021년 2월 10일  | 임무수행중       | 궤도 대기 및 표면 측                      | 화성궤도 진입                                                     |
| 톈원-1                       | 2020년 7월 23일  |                  | 현재이동중       | 착륙 및 표면 탐사                         | [ 5 ]                                                             |
| 퍼서비어런스                 | 2020년 7월 30일  | 2021년 2월 19일  | 임무수행중       | 착륙 및 과거 생명체 찾기 및 토양샘플 채취 | [ 6 ]                                                             |

## 같이 보기
- 화성 탐사
- 화성 탐사차